# Grönsö, Enköpings kommun
För andra betydelser, se Grönsö.

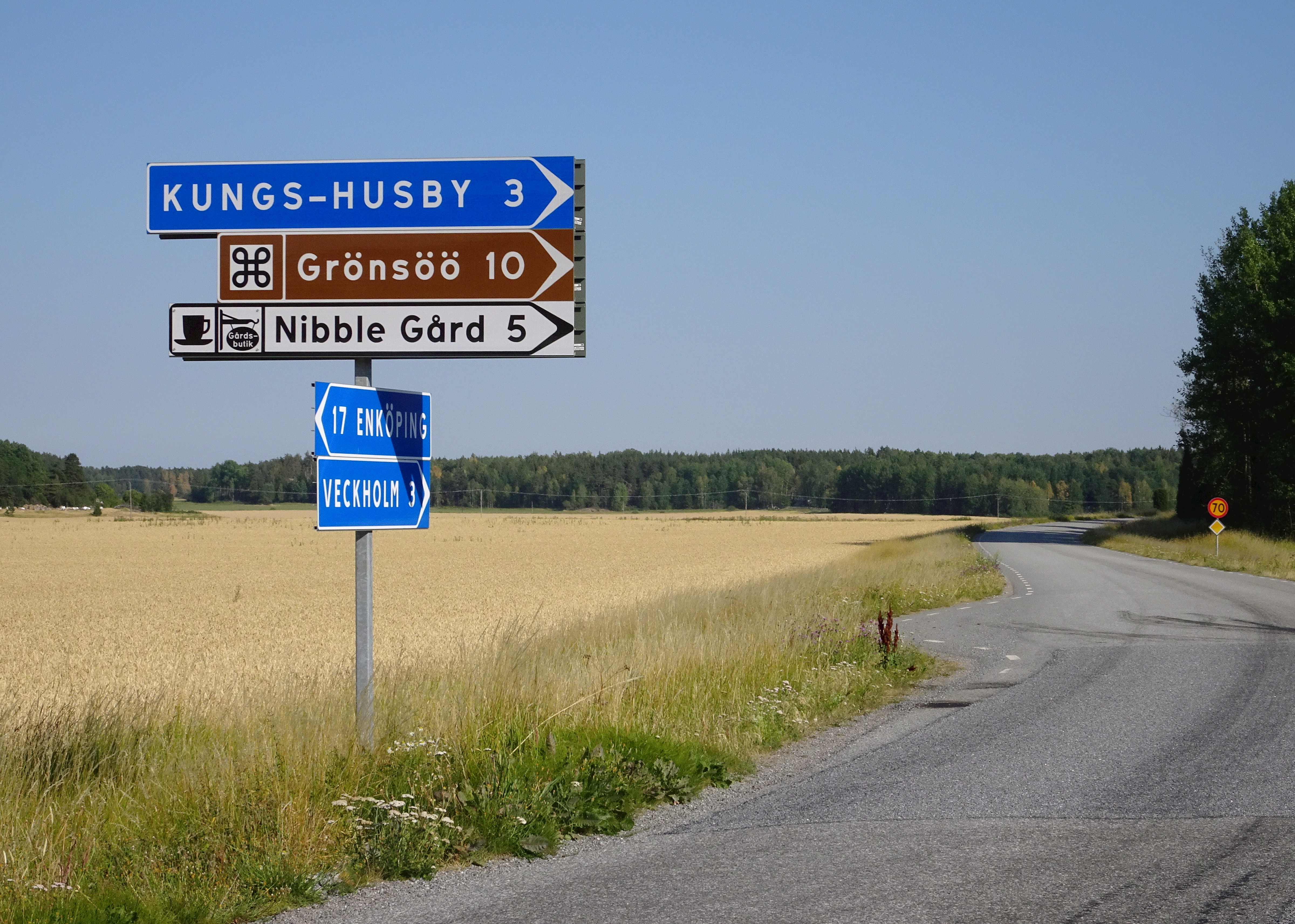
Vägvisare vid Grönsöö turistväg.

Grönsö är en ö i Mälaren med fast landförbindelse. Ön ligger i Kungs-Husby socken.
På Grönsö ligger 1600-talsslottet Grönsö slott. Det byggdes för riksrådet och universitetskanslern friherren Johan Skytte och ägs numera av familjen von Ehrenheim.
Söder om ön ligger Grönsö naturreservat.